# USS Iowa (BB-4)
USS «Айова» (BB-4) (англ. USS Iowa (BB-4)) — військовий корабель Сполучених Штатів Америки, лінійний корабель типу додредноутів (з 1919 — броненосець берегової оборони) військово-морського флоту США. Другий військовий корабель (за іншими даними - перший), який отримав назву на честь 29-го штату Сполучених Штатів. Перший сучасний морехідний броненосець, збудований у США. Брав участь у іспано-американській війні. Затонув у Панама Бей 23 березня 1923 року після того, як його використали як мішень для обстрілу 14-дюймовими снарядами.[1]

## Історія створення, дизайн та озброєння

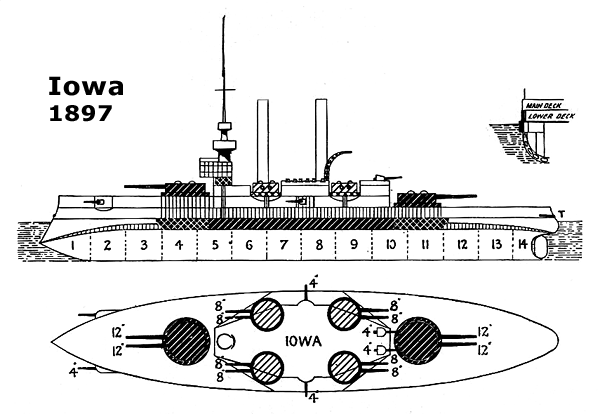
Схема корабля

19 липня 1892 Конгрес Сполучених Штатів Америки анонсував побудову військового корабля водотоннажністю у 9000 довгих тонн (9100 звичайних).
Він був створений, як "морський прибережний військовий корабель" для того, щоб задовольнити потребу військово-морського флоту у кораблях, що могли б ефективно працювати в відкритих водах. Нестача була пов'язана з тим, що у попередньої моделі - Індіана (англ. Indiana) - затверджену Конгресом, як "бойовий корабель берегової охорони", спостерігалися проблеми з дальністю та швидкістю.[8]
Айова мав унікальний дизайн і не належав до певного класу кораблів.[9] Тим не менш, він був оновленою версією з класу моделі Індіана.[9] Кіль для Айови був побудований компанією William Cramp and Sons у Філадельфії 5 серпня 1893 року.[1] Ця компанія також створила силову установку для Айови, яка мала потужність у 11 тисяч кінських сил (приблизно 8200 кіловат) та була потрійним вертикальним паровим поршневим двигуном, що працював на вугіллі.[4] Для забезпечення роботи силових агрегатів Айові доводилося наповнювати свої трюми 1628 тонами вугілля.
Компонування озброєння було аналогічне тому, що використовувалося на Індіані. Сред основного озброєння було:
- Чотири 12-ти дюймові гармати з гідравлічним приводом на носі та кормі (у Індіани гармати були трохи більшого калібру - 13 дюймів);[10]
- Вісім гармат (компоновані попарно на рухомих баштах);[10]
- Два 14-ти дюймових торпедних апарати;[4]

До складу досить потужної броні лінкора входило:
- Головний броньованих пояс мав 186 футів (56,7 м) у довжину та 7 футів 6 дюймів (2,3 м) в ширину;
- Поперечні перегородки становили 12 дюймів (300 мм) у товщину;[12]
- На вугільних бункерах була посилена броня, яка становила 10 футів (3,0 м) у товщину.[7]
- Як і у випадку Індіани, корпус Айови був виготовлений з використанням сталі виробника "Харвейзет стілл" (англ. "Harveyized steel");[9]
- Над головним поясом бронювання вздовж палуби проходив додатковий короткий броньований брус товщиною 4 дюйми (100 міліметрів).[12]

Під час тестування броні Айова була обстріляна у одну й ту саму точку, щоб оцінити міцність бронювання;[11]
Судно мало деякі особливості, серед яких:
- Судно мало вищу осадку, довший корпус та кубрик, що призвело до підвищення стабільності;[10] [13]
- Висоту палуби було збільшено до 25 футів 6 дюймів (7,8 м);[12]
- Гармати були менш чутливі до морської води, що дозволило знизити ризик збоїв у їх роботі ререз вологу погоду.[10]
- Броня Айови була трохи тонша, ніж нікель-сталева оболонка Індіани, але використання процесу Харві дозволило зробити її міцнішою.[13]
- Броненосець здатен був розвивати значну на той час швидкість - 18 вузлів (33 км/год, 21 миля на годину), наздоганяючи за цим параметром лінкори британського флоту, але при цьому він був на 3600 тонн (приблизно 3500 довгих тон) легший.[10]

## Спуск на воду
Айова був спущений 28 березня 1896 року за спонсування дочки губернатора штату Айова на ім'я Мері Лорд Дрейк. [1] Вона ввела корабель в експлуатацію 16 червня 1897 року [1] [3] з капітаном Вільямом Т. Самсоном у команді. [1] Протягом служби Айова був відомий, як "Броненосець № 4". Перейменований у BB-4 після введення символьної системи класифікації за формою корпуса у 1921 році.

## Історія служби

### Іспано-американська війна
Айова був призначений військовим кораблем Атлантичного флоту та направлений у Карибське море з метою участі у військово-морській кампанії іспано-американської війни. Там він взяв участь у бомбардуванні Сан-Хуан (Пуерто-Рико) 12 травня 1898 року і блокаді Сантьяго-де-Куба 28 травня 1898 року. [1] [3] Командував операцією капітан Роблі Д. Еванс на прізвисько "Бойовий Боб".[10] [14] [15] Також Айова взяв участь у військово-морському бомбардуванні флоту поблизу Сантьяго.[2]
Корабель приєднався до інших американських військових кораблів, що блокували Кубу, серед яких були: 
- лінкорів "Массачусетс", "Техас" і "Орегон";
- крейсери "Нью-Йорк", "Марблхед" (англ. Marblehead), "Новий Орлеан", і "Бруклін";
- канонірський човен "Дельфін" (англ. Dolphin);
- допоміжні крейсери "Гарвард",[16] "Сувані" (англ. Suwanee) і "Рішучий" (англ. Resolute); [16]
- озброєні яхти "Віксен" (англ. Vixen) і "Майська квітка" (англ. Mayflower);
- міноносець "Портер" (англ. Porter);
- корабель "Сент-Пол", який забезпечував кораблі вугіллям. [17] [18]

### Блокада Самсона
Головнокомандувач Північноатлантичного альянсу, контр-адмірал Самсон (англ. Sampson), наполягав, щоб блокада була жорсткою. Він писав [18]:
"Втеча з іспанських суден на даному етапі було б серйозним ударом по нашому престижу, і швидкому закінченню війни" 
Він не хвилювався з приводу пожеж, що виникали від влучань берегових батарей [18], але був стурбований можливим нападом з надводного міноносця і закликав капітанів шукати ознаки нападу на флот, такі як дим на воді [18]. Однією з проблем було постачання флоту достатньою кількістю вугілля [16]. Оскільки паровим двигунам потрібен час, виробити достатньо енергії для того, щоб привести у рух великі поршневі двигуни, котли продовжував працювати і тиск пара піднято з метою забезпечення швидкого реагування, незважаючи на використання дорогоцінного вугілля. [18] На щастя, при збереженні позицій у блокаді його поставки не припинялися. [18]
За початковим планом, кораблі блокади повинні були стояти вдень на рейді на відстані 6 морських миль (11 км, 6,9 милі) у гавані Саньяго, але відстань через деякий  час зменшили до 4 морських миль (7,4 км, 4,6 милі)[18].  Вночі або під час поганої погоди, кораблі підводилися ближче, щоб запобігти втечі. Шовечора кораблі підходили до однієї милі від берега [18]. Самсон очолював ескадрилью, до складу якої входили кораблі "Нью-Йорк", "Айова", "Орегон", "Новий Орлеан", "Майська квітка", і "Портер". У той же час, командування кораблями "Бруклін", "Массачусетс", "Техас", "Марблхед" та "Віксен" взяв на себе командир Шлі (англ. Schley) [18]. Одна ескадрилья блокувала східний бік, інша - західний. Станом на 10 червня іспанські кораблі, згідно з капітаном "Айови" Евансом, були "акуратно закупорені" у бухті Сантьяго [14].
3 липня 1898 року була неділя. Вранці того дня спостерігалася часткова хмарність, вода була досить спокійною [19]. Раптово були помічені шість іспанських парових крейсерів, які вийшли з гавані Саньяго та наближалися з південно-західного напрямку.[16] Айова був першим з кораблів, на якому побачили наближення іспанських крейсерів [3] [19]. З Айови о 9:30 буда вислана телеграма на інші кораблі.[16] Він також зробив перший постріл у битві при Сантьяго [1] [3]. Айова разом з Індіаною, Техасом, Орегоном і Брукліном переслідували іспанські крейсери. [16] [19] Пізніше з Айови було надіслано другий та третій рапорти.[16]
Два флоти беруть участь в короткій, але інтенсивної морський бій біля берегів Куби. [20] Існувало припущення, що два іспанських торпедних есмінці являють собою серйозну небезпеку[19]. У 20-хвилинної битви з крейсерами "Інфанта Марія Тереза" і "Алміранте Окендо", ефективний вогонь Айови підпалив обидва кораблі і змусив їх відійти до узбережжя[1] [16]. Вогонь з обох флотів був безперервним і швидким і лютим[16]. Два іспанських торпедні катери взяли на Глостер, який перемагав як у напруженій боротьбі[16]. За деякими повідомленнями, Айова постраждав від несправності двигуна під час бою і "кульгавив уздовж на швидкості 10 вузлів"[10], а також отримав два удари від іспанського військового корабля "Колон", що ще більше знизило його швидкість [10]. Проте пізніше аналіз показує, Айова був важливим учасником протягом усього бою, і це не узгоджується зі зниженою швидкістю [20]. Американські військові кораблі переслідували утікаючі іспанські крейсери[10].
Під час бою на нижніх палубах Айови спалахнула небезпечна пожежа, можливо, викликана влучанням з боку ворога, яка загрожувала смертельними вибухами, але завдяки швидкій і хоробрій роботі пожежного Роберта Пенна, який оперативно загасив пожежу, цього не трапилося. Потім він був нагороджений почесною медаллю за героїзм[21].
Айова і Глостер затонув есмінець Плутон і пошкодили побратима руйнівник фурор до точки, де іспанський військовий корабель сів на мілину. [1] [10] Колон був витягнутий на берег також. [16] уламки спалювали люто. [16] Айова потім переслідували іспанський флагманський крейсер Vizcaya-й побіг її сів на мілину. [1] [16] іспанські моряки на пляжах були під загрозою кубинськими нерегулярними, але капітан Еванс послав човен на берег, щоб попередити їх, і захищати захоплені моряки. [10]
Коли Vizcaya вибухнув і посаджених в Плайя-де-Aserraderos, штат Айова опускають човни, щоб врятувати іспанські членів екіпажу з кишать акулами води. [16] Айова отримав іспанський адмірал Паскуаль Cervera і офіцерів і екіпажів Vizcaya, Furor і Плутона. [1] VIZCAYA як Капітан Дон Антоніо Еулате був "просочений маслом і носити закопченої, закривавлена пов'язка про голову." [10] захоплений капітан спробував запропонувати свій меч як жест капітуляції, але він був повернутий до нього капітан Еванс. [10] [15] Майже відразу після того, як іспанський капітан крикнув "Прощайте, Vizcaya!», журнал палаючого корабля вибухнув і різко закінчив її руйнування.
В одному місці, Айова Капітан Еванс направив Гарвард, щоб врятувати ув'язнених. [16] Деякі рахунки припускають, що треба було 12 годин, щоб врятувати всіх тих, хто вижив. [19] Протягом деякого часу, кілька американських військових кораблів були переповнені в'язнями, в тому числі Айова. [16 ] свиня був врятований від Colon. [2] були 1612 іспанські вижили в цілому, які не стали американськими військовополоненими до подальшого звільнення під час обміну ув'язненими. [10] Це була загальна перемога для ВМС США. Одне несподіване обставина, що австрійський лінійний корабель (насправді броненосний крейсер), також на ім'я Марія Терезія в безпосередній близькості, яка бажає увійти в Сантьяго гавань, але після початку військових дій, чекали замовлень від американців, після того, як бачимо конфлікт; її присутність викликало легке замішання в деяких місцях, але немає ніяких доказів того, що вона коли-небудь обстріляли. [16]

### Конкуруючі претензії на отримання кредиту
Після битви міні-драма розігралася які іноді вивергався в протилежних газетних рахунків. [20] Доповіді декількох капітанів були опубліковані в тому числі докладні звіти з Брукліна капітана Кука [16], який повідомив його корабель потрапив в 20 разів, з одним матросом убитий а інший поранений. [16] Доповіді були також подані командирами Резольют, Гарвард, Ericsson, Vixen, [16], а потім Глостер [19] і опубліковані в New York Times. Там не було ні одна газета, опублікувала звіт про битву з точки зору Айова капітана Еванса. Після того, як адмірал Sampson опублікував свою доповідь, штат Індіана Капітан H.c. Тейлор відчував себе ущемленим і написав: "Якщо офіційний документ повинен бути переданий в майбутньому вона з'явиться із загального тону, що Індіана був менш гідним, ніж всі її подружжю». [22] Адмірал відповів, що Індіана почалося на сході, а проінструктовані, що зробило його більш важким для того, щоб вступити в бій; пізніше, штат Індіана був замовлений тому, щоб охороняти вхід в гавань, оскільки припускалося, що інші іспанські кораблі могли б намагалися втекти, і заслуговує похвали за її внесок. [22] Оцінка показав ескадра охороняючи західну сторону гавані був ближче на біжать судів і, отже, бачив більше дій. Спеціальні слідчі були відправлені для вивчення посаджених іспанські військові кораблі, а також розглянути питання про можливість повторно плаваючою затонулі човни для подальшого аналізу. [20] Докладні діаграми були зроблені із зруйнованих кораблів з вимірами, іноді заперечується, діаметрів отворів оболонки, поряд з числом боєприпасів, витраченої і доповідей кожного капітана. [20] (див діаграму, що показує бойові ушкодження.) Існував припущення про ремонт деяких з пошкоджених іспанських військових кораблів в одній точці. [17] Один аналітик описав Марію Терезу через місяць після битви, як наступним чином: "метал був зламаний, і скручені в масу барахла заліза" і повідомив, що Окендо був "розбитий на дві частини на скелях" [17].

### Аналіз
Після того, як конкуруючі претензії з'явилися в газетах, чіткішу звіт з'явився що дало значний кредит до Айови і Брукліна за нанесення "сім десятих" від пошкодження протистоїть флоту [20] Обидва корабля були найближче до бою. . Iowa витрачається 1 473 окремих одиниць боєприпасів (снарядів великих плюс менші раундів) і Бруклін витрачені 1,973 [20] Інші висновки, які виникли:
Американські кораблі, як правило, швидше [16] Двигуни Резольют склав 81 оборотів в хвилину (RPM), що дозволяє човні швидкість через воду в 16 кн. (30 км / год; 18 миль в годину). [16] Військово-морські інженери отримали значний кредит для швартування морехідні човни. [16] суднових механіків вшановували в обід в Нью-Йорку 1 вересня 1898 року в клубі інженерів, в тому числі Айова головний інженер Charles W. Rae. [23] Орегон не міг би навіть зробив його до бою, але він прибув вчасно із Сан-Франциско через його швидкості, а також наполегливості з боку своїх кораблів інженерів і машиністів. [23]
Раніше оцінка адмірала Самсона не турбуватися про пожежу від берегових батарей виявилося правильним; було мало пошкодження американських військ з країни, а також повідомлення про наземних обстріляли над головою, але свистом не кидаються в очі нічого. [18] Репортер на борту Глостер сказав снаряди з сусіднього іспанського форту просвистів над головою. [19]
Іспанська артилерист був бідний, відповідно до одного з повідомленням. [16]

### Перед Першою світовою війною
Після битви, Айова покинув кубинських водах для Нью-Йорка, приліт 20 серпня. [1] У той час як на буксирі чотирьох буксирів у двір Бруклін ВМФ, штат Айова прийшов "дуже близько стикаючись з крейсером Чикаго" після тросом, прикріпленим до одного буксира зламав; новий дректовом поспішно вибігла цибулю Айова, запобігання зіткнення. [24] 12 жовтня, вона вирушила в Тихому океані, пливли через Магелланова протока на мисі Горн. [1] [25] репортером на борту, що описує прохід написав "снігові гори піднімається з моря, безплідні і сірий трохи нижче снігу" поряд з "люті шквали званих williwaws", який "піднімає воду в масах піни». [25] в той час як дислокованих в Вальпараїсо, Чилі близько 17 грудня, а потім в Кальяо, Перу близько 26 грудня, моряки Айові разом з Орегон дав на борту самостійно створені спектаклі для глядачів в тому числі виберіть моряків з військово-морських сил Чилі і Перу як спосіб послабити напруженість після конфлікту на Кубі (деякі південноамериканці на сторону Іспанії.) [25] самоопісанний "Iowa менестрелі" зробив "меланж музики, мелодії, і веселощами", показуючи письмову програму, яка включала такі розваги як увертюра, жонглювання, акробатики, а "обдарований Хайберніан оратором", комічні скетчі, спів, і банджо. [25] Вона прибула в Сан-Франциско, штат Каліфорнія 7 лютого 1899. [1] в той час як в порту, екіпаж представив капітан Еванс з мечем з написом " для нашого героя-Занадто просто взяти поваленого foe's-Ми даємо цей меч замість ". Це називається відмовою капітана Еванса прийняти меч капітана Дон Антоніо Еулате після битви Сантьяго. [15] Капітан подякував своїй команді за їх мужність і повагу в опублікованому відповіді. [15] Лінкор потім піддали обробці паром в Бремертон, штат Вашингтон, де вона увійшла в сухому доці 11 червня. [1] Після ремонту, Айова служив в Тихоокеанської ескадри протягом 2-х років під командуванням капітана Goodrich, [2] проводить навчальні круїзи, свердел, і цільової практики. [1] станом на 1 серпня 1900 , британський крейсер HMS Фаетон ледь вдалося уникнути зіткнення з Айові в протоках біля Вікторії (Британська Колумбія) під час густого туману. [26] в іншому місці протягом цих років, лаз пластина котла підривали відкритим і рішучі дії п'яти членів екіпажу (дивись нижче) позбавлені судно від подальшої катастрофи. [27] Iowa покинув Тихий океан в 1902 році, щоб стати флагманом в Південній Атлантиці ескадрильї. [1] Вона відправилася в Нью-Йорк, який прибуває лютого 1903 і був знову виведений з експлуатації в червні. [1]
Iowa розконсервацію на 23 грудня 1903 року і приєднався до Північноатлантичного ескадрилью. [1] Вона брала участь в поминальний Джон Пол Джонс на 30 червня 1905 года [1] 23 червня, штат Айова був обслужений в недавно побудованому плавучого сухого доку Dewey. [ 28] вона залишалася в Північній Атлантиці, поки вона не була поміщена в резерві 6 липня 1907 года [1] Майбутній адмірал Раймонд А. Спруанс служив в Айові в 1906 році і 1907 році вона виведена з експлуатації в Філадельфії 23 липня 1908 року.
Iowa розконсервацію 2 травня 1910 [1] з новою "клітина" щоглі, [3] і служив в море навчальний корабель Атлантичного резервний флот для Військово-морської академії Гардемарини. [3] 13 травня 1911 року в відкритому морі 55 NMI (102 км, 63 миль) на схід від мису Чарльз, штат Вірджинія, вона і іншу посудину врятували пасажирів від тонучого лайнера Ward Меріда після того, як він зіткнувся з пароплава адмірал Фаррагута Юнайтед фрут компані в густому тумані; всі 319 пасажирів на Меріді залишилися живі. [29] Протягом наступних чотирьох років, вона зробила навчальні круїзи в Північній Європі і брав участь у військово-морських Review в Філадельфії від 10-15 жовтня 1912 [1] Вона була виведена з експлуатації в Філадельфії військово-морської верфі на 27 травня 1914 года [1]

### Перша світова війна
Айова був поміщений в обмеженою комісії 28 квітня 1917 года [1] Після служби як приймаюче судно в Філадельфії протягом шести місяців, вона була відправлена в Хемптон-Роудс і залишався там протягом війни, навчання людей для інших кораблів флоту і робити варті біля входу в Чесапікська затока. [1] [3] Вона була виведена з експлуатації в останній разу 31 березня 1919 года [1] [3]

### Повоєнний час
30 квітня 1919 року, Айова був перейменований узбережжі Броненосець № 4 [1], щоб звільнити її ім'я для одного з шести нових лінкорів Південна Дакота класу [а]
Як Coast Броненосець № 4, вона стала першою радіокеровану цільове судно буде використовуватися у вправі флоту. [1] [3] [21] У Філадельфії військово-морської верфі, робітники виведені знаряддя корабля, запечатані відсіки, і встановлені водяні насоси, щоб уповільнити процес потопаючого і дозволить довше цільової сеанс. [21] [30] Вони також встановили контроль радіо передач, розроблена радіоінженер Джон Хейс Хеммонд-молодший
Вона провела випробування геть Чесапикского затоки в 1920 році з лінкора Огайо, яка виступає як управління судном. Після того, як в даний час, екіпаж залишив в маленьких човнах, і вона була повністю контролюється радіосигналами. [21] Вона повернулася на дійсну службу в квітні 1922 року в Хемптон-Роудс, штат Вірджинія, щоб взяти участь в стріляниною вправи з міноносець Shawmut як корабель управління. [ 21]
У 1923 році вона пройшла через Панамський канал в Тихий океан, щоб взяти участь в спільних маневрах флоту. Партія високопоставлених чиновників військово-морського флоту, а також членів Конгресу і газетних кореспондентів відплив в Панаму на борту Хендерсон, щоб подивитися експериментальну стрілянину. [31] Мішень судно обстрілі 5 дюймів (130 мм) батарей від 8000 ярдів (7.3 км ) їзди на Міссісіпі. [21] Айова потім товчений 30 14 в (360 мм) оболонок з більшої відстані. І, нарешті, вона була засипані майже три десятка важких снарядів (вагою 0,75 коротких тонн (680 кг) кожна), за допомогою залпу 14 в (360 мм) снарядів, і вона затонула в Панамському затоці. [1] [3] [ 21]

## Пам'ять
Багато прикрашений срібний сервіз Айови був введений в експлуатацію законодавчим органом штату Айова і вироблений J.E. Caldwell & Co. Філадельфії за $ 5000. Зараз на довгостроковий кредит в музей штату Айова історичного товариства, а іноді і виставили на загальний огляд. [32]
З 25 січня 1905 року, шість з її екіпажу-Пожежник 1-го класу Фредерік Behne, матрос першого класу Генріх Behnke, Пожежник 1-го класу Demetri Corahorgi, Watertender Патрік Бреснахан, казаняр Едвард Флойд, і головний Watertender Johannes J. Йоханнессен отримав медаль Пошани за "надзвичайний героїзм за успішний результат", після того як плита люка  головного котла була відкрита вибухом. [27]

## Галерея

### Зображення лінкора Айова (ВВ-4)

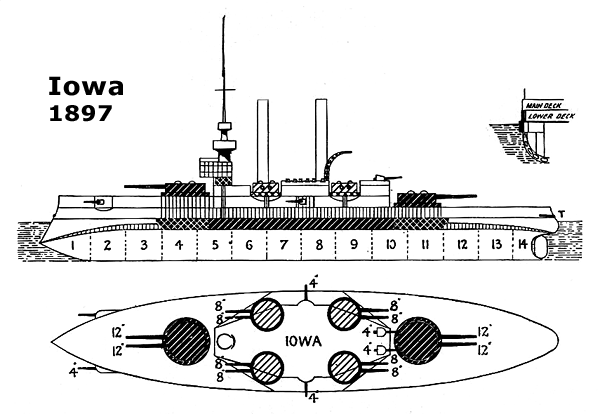
Схема розташування озброєння
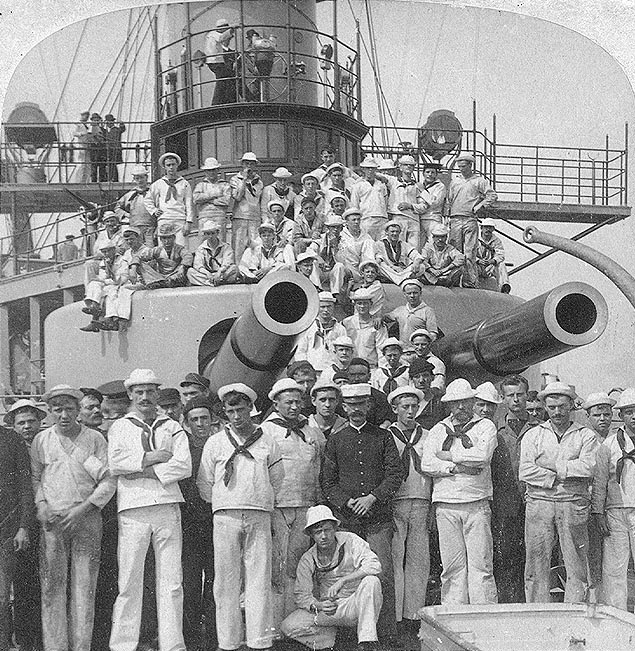
Екіпаж на фоні гармат головного калібру
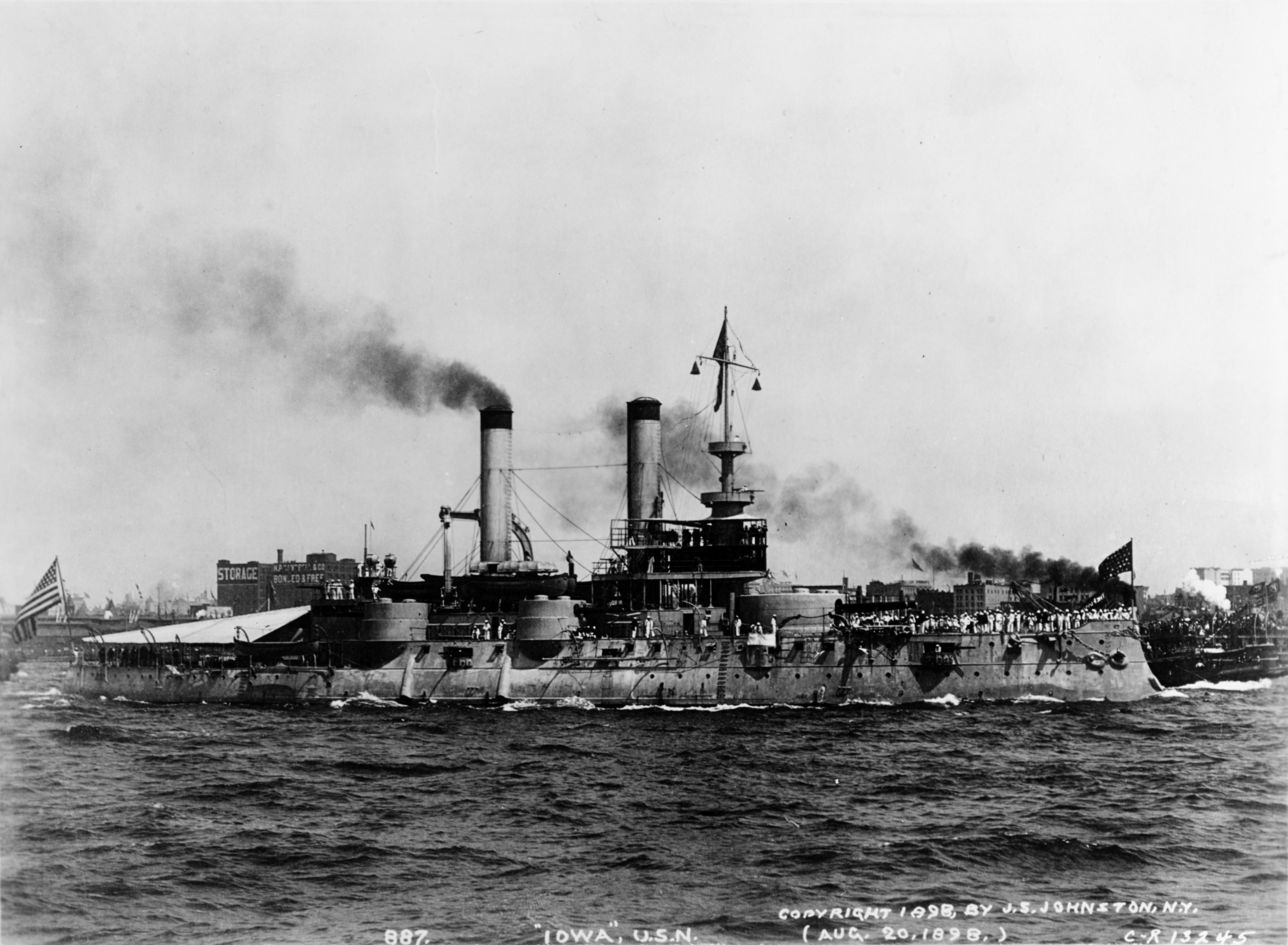
Нещодавно збудований корабель у Нью-Йоркській гавані (1898 рік)
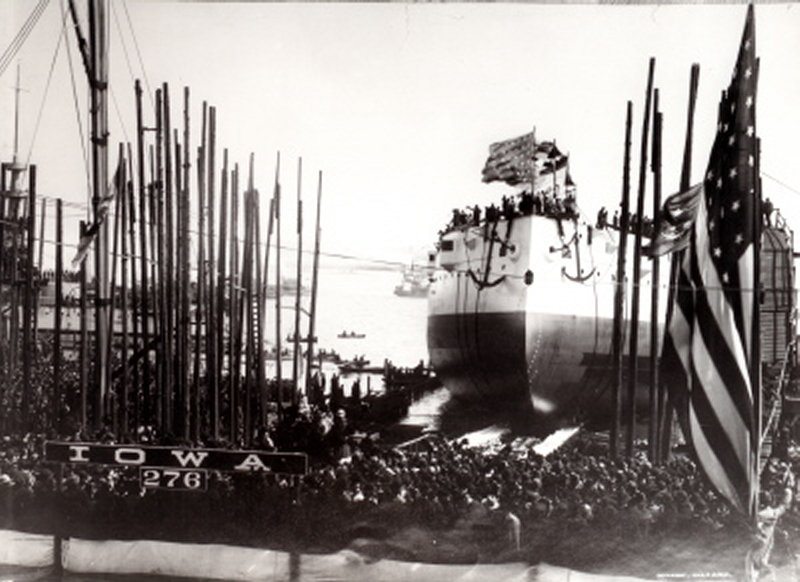
На момент спуску на воду лінкор був найбільшим військовим морським кораблем у США

### Фотографії
- Jane's Fighting Ships of World War I. London: Random House Group, Ltd. 2001. ISBN 1-85170-378-0.
- Ford, Roger; Gibbons, Tony; Hewson, Rob; Jackson, Bob; Ross, David (2001). The Encyclopedia of Ships. London: Amber Books, Ltd. ISBN 978-1-905704-43-9.
- Alden, John D. (1989). American Steel Navy: A Photographic History of the U.S. Navy from the Introduction of the Steel Hull in 1883 to the Cruise of the Great White Fleet. Annapolis, Maryland: Naval Institute Press. ISBN 978-0-87021-248-2.
- Friedman, Norman (1985). U.S. Battleships, An Illustrated Design History. Annapolis, Maryland: Naval Institute Press. ISBN 978-0-87021-715-9.
- Reilly, John C.; Scheina, Robert L. (1980). American Battleships 1886–1923: Predreadnought Design and Construction. Annapolis, Maryland: Naval Institute Press. ISBN 978-0-87021-524-7.
- Chesneau, Roger; Koleśnik, Eugène M.; Campbell, N.J.M. (1979). Conway's All the World's Fighting Ships, 1860–1905. London: Conway Maritime Press. ISBN 0-85177-133-5.
- Johnson, William (1992). "The USS Iowa Silver Service Comes Home". Palimpsest: Iowa's Popular History Magazine 73 (4): 161–169. ISSN 0031-0360.

### The New York Times
- "Our Navy and Commerce" (PDF). The New York Times. 8 November 1895. Retrieved 29 September 2011. Discussion Before the Society of Naval Architects.—Centreboard in Yachtbuilding—W. P. Stephens Tells of Its Influence on Design—President Taylor of the War College Speaks—Use of Aluminum.
- "Indiana the Navy's pride" (PDF). The New York Times. 24 April 1896. Retrieved 29 September 2011. Visitors Throng the Big Battleship at Brooklyn Navy Yard. An Ideal Fighting Machine Equal to Any Vessel Affoat—Her Powerful Armament—In an Engagement Lasting Thirty Minutes the Indiana Can Hurl Forty Tons of Metal—Torpedoes That Travel Thirty Miles an Hour—Perfect Discipline
- "HE HITS AT SANTIAGO; Story of the Naval Battle as Told by Charts. TWO SHIPS LEAD THE LIST Cruiser Brooklyn and Battleship Iowa Made Seven-tenths of All Marks with Big Projectiles" (PDF). The New York Times. 23 April 1899. Retrieved 9 September 2009.
- "CAPT. BARKER'S SQUADRON; Uncle Sam's Sailors Entertained at Valparaiso and Callao. NAVIES OF CHILE AND PERU A Minstrel Show on the Battleship Iowa — Mountainous Scenery in the Straits of Magellan" (PDF). The New York Times. 22 January 1899. Retrieved 9 September 2009.
- "FURTHER REPORTS OF THE BATTLE; Navy Department Makes Public More Santiago Accounts. CAPT. COOK'S GRAPHIC STORY Commander of the Brooklyn Describes the Great Victory. Events of the Day, as Seen from Schley's Flagship and Smaller Vessels of the Squadron" (PDF). The New York Times. 29 July 1898. Retrieved 9 September 2009.
- "Capt. Evans's Ancestry (from the Scranton (Penn.) Republican)" (PDF). The New York Times. 10 June 1898. Retrieved 9 September 2009.
- "A SWORD FOR CAPT. R.D. EVANS.; The Gift of the Iowa's Crew Bears a Noteworthy Inscription" (PDF). The New York Times. 4 April 1899. Retrieved 9 September 2009.
- "Hobson in Washington: Warm Greetings from Officials and the Public—An Interview with the President" (PDF). The New York Times. 22 July 1989. Retrieved 10 September 2009.
- "SAMPSON'S BATTLE PLANS; Copies of the Official Orders and Memoranda Issue by the Admiral Before the Engagement" (PDF). The New York Times. 27 July 1898. Retrieved 9 September 2009.
- William Wallace Whitelock (sailor aboard the USS Gloucester) (24 July 1898). "HOW OUR SHIPS SANK SPAIN'S; Story of the Santiago Fight of the Gloucester. TALE OF A MAN IN ACTION The Battle of the Yacht and the Two Destroyers. Tremendous Hail of Steel from the Former Pleasure Boat — Desperate Resistance of the Brave but Hopeless Spaniards" (PDF). The New York Times. Retrieved 9 September 2009.
- "THE INDIANA AT SANTIAGO.; Admiral Sampson Assures Capt. Taylor that He Meant No Criticism in His Report" (PDF). The New York Times. 26 August 1898. Retrieved 9 September 2009.
- "THE OREGON'S GREAT TRIP; Description by Chief Engineer Milligan at a Dinner to the Fleet Engineers. HEROIC EFFORTS OF HIS STAFF Machinists at Times Worked 26 Hours at a Stretch — How Capt. Clark Would Have Tackled Cervera's Squadron Had He Met It" (PDF). The New York Times. 2 September 1898. Retrieved 10 September 2009.
- "The Iowa's Narrow Escape — Hawser Broke and She Was Just Prevented from Striking the Chicago" (PDF). The New York Times. 2 September 1898. Retrieved 10 September 2009.
- "Warships Nearly Collide; H.M.S. Phaeton and the Iowa Only Just Escape a Disaster" (PDF). The New York Times. 2 August 1900. Retrieved 9 September 2009.
- "SUNK IN SEA CRASH; 319 PERSONS SAVED" (PDF). The New York Times. 13 May 1911. Retrieved 9 September 2009.
- "Congress Party Sails for Navy Manoeuvres: Will See the Old Warship Iowa Sunk by the Mississippi's Great Guns". The New York Times. 6 March 1923. Retrieved 9 September 2009.